# Робертс, Билл (легкоатлет)
Уильям Робертс (англ. William «Bill» Roberts; 5 апреля 1912, Солфорд — 5 декабря 2001, Timperley, Северо-Западная Англия) — британский легкоатлет (бег на короткие дистанции), призёр чемпионата Европы, чемпион и призёр Игр Британской империи, чемпион летних Олимпийских игр 1936 года в Берлине, участник двух Олимпиад, рекордсмен Европы.

## Биография
На Олимпиаде 1936 года Робертс выступал в беге на 400 метров и эстафете 4×400 метров. В первой дисциплине Робертс занял 4-е место с результатом 46,8 секунды. В эстафете Робертс пробежал третий этап в британской команде (Фредди Вольф, Годфри Рэмплинг, Билл Робертс, Годфри Браун) в эстафете 4×400 метров. Команда Великобритании выиграла золотую медаль с новым европейским рекордом 3:09,0 c, опередив команды США и Германии.
В 1946 году в Осло Робертс стал серебряным призёром чемпионата Европы в эстафете 4×400 метров.
На летних Олимпийских играх 1948 года в Лондоне Робертс выступал в тех же дисциплинах. В беге на 400 метров Робертс выбыл из борьбы за медали на стадии четвертьфинальных забегов, пробежав дистанцию за 48,6 секунды. В эстафете сборная Великобритании (Лесли Льюис, Дерек Пью, Мартин Пайк, Билл Робертс) выбыла из соревнований на стадии предварительных забегов.